# Lissonota exophthalmus
Lissonota exophthalmus là một loài tò vò trong họ Ichneumonidae.